# Bahnhof Tschifflick-Niederauerbach
Der Bahnhof Tschifflick-Niederauerbach – ab 1941 Zweibrücken-Niederauerbach – war die Bahnstation des Zweibrücker Stadtteils Niederauerbach. Er wurde am 25. November 1875 als Durchgangsbahnhof der Südpfalzbahn Landau–Zweibrücken eröffnet. Sein Empfangsgebäude und die Nebenbauten stehen unter Denkmalschutz.

## Lage
Der Bahnhof befand sich am südlichen Ortsrand von Niederauerbach. Die Bahnstrecke Landau–Rohrbach verläuft in diesem Bereich annähernd halbkreisförmig von Ost nach West. Nördlich der Strecke fließt parallel zu ihr der Schwarzbach, südlich von ihr verläuft die Kreisstraße 5. Unmittelbar östlich der früheren Bahnstation kreuzt die Kreisstraße 3 die Bahnlinie. Rund zwei Kilometer südlich befindet sich das Lustschloss Tschifflik, das bis 1941 als Namensgeber des Bahnhofs fungierte.

## Geschichte
Am 10. Januar 1838 fand in Speyer eine Versammlung statt, die den Beginn der Aktienzeichnung der Pfälzischen Ludwigsbahn darstellte. Ein Vorschlag lautete, die Bahnstrecke über Zweibrücken und von dort aus entlang des Schwarzbaches über Rodalben, Annweiler und Langenkandel an den Rhein verlaufen zu lassen, der sich jedoch nicht durchsetzte. Dennoch existierten Pläne, eine Strecke von Landau bis nach Zweibrücken zu errichten. Entgegen den ursprünglichen Planungen schied eine Trasse über Pirmasens wegen der schwierigen Topographie aus. Sie führte stattdessen einige Kilometer nördlich der Stadt entlang Rodalb und Schwarzbach, womit in Niederauerbach eine Bahnstation entstand.
Am 25. November 1875 fand die Eröffnung des Bahnhofs, der zunächst die Bezeichnung „Tschifflick-Niederauerbach“ trug, statt. Der erste Namensteil rührt vom nahegelegenen Lustschloss Tschifflik. 1922 erfolgte die Eingliederung in die neu gegründete Reichsbahndirektion Ludwigshafen. Im Zuge deren Auflösung zum 1. Mai 1936 wechselte er in den Zuständigkeitsbereich der Saarbrücker Direktion. Zum 1. Oktober 1941 wurde er in „Zweibrücken-Niederauerbach“ umbenannt, womit der drei Jahre zuvor erfolgte Eingemeindung des Ortes nach Zweibrücken Rechnung getragen wurde.
Die französische Besatzungsmacht gliederte den Bahnhof wie alle Betriebsstellen innerhalb des nördlichen Teils ihrer Besatzungszone, aus der dann Rheinland-Pfalz entstand, in die Eisenbahndirektion Mainz ein. 1967 wurde der Bahnhof in einen unbesetzten Haltepunkt umgewandelt. 1971 gelangte er nach der Auflösung der Mainzer Direktion erneut in den Zuständigkeitsbereich von Saarbrücken. Mangels Rentabilität wurde er 1985 im Personenverkehr aufgegeben. 1990 endete der Güterverkehr vor Ort. Ein Jahr später wurden sämtliche Gleisanlagen – einschließlich der Güterverladung – demontiert, womit seither lediglich ein Durchgangsgleis vorhanden ist.

## Bauwerke
Bei dem ehemaligen Empfangsgebäude aus dem Jahr 1877, das bis 1969 besetzt war, handelt es sich um einen ländlich-klassizistischen Typenbau. In ihm ist heute eine Gaststätte untergebracht. Zum Bahnhofsensemble gehören ebenso einstöckigen Nebengebäude wie der Güterschuppen. Das Areal als Ganzes steht unter Denkmalschutz. Der inzwischen funktionslos gewordene Bahnsteig existiert ebenfalls noch.